# Шубінський рудник
Шубінський рудник — колишнє підприємство гірничодобувної промисловості на сході Казахстану.
Рудник, який почав роботу в 2004 році, створили для розробки Шубінського колчедан-поліметалічного родовища. Облаштування майданчика включало шахти «Вентиляційна» та РЕШ і один транспортний ухил, а видобута руда надходила на Риддерську збагачувальну фабрику концерну «Казцинк».
Річна проєктна потужність Шубінського рудника становила 124 тисячі тонн руди, при цьому запаси родовища оцінювались у 1,5 млн тонн, а плановий термін завершення розробки визначили як 2021 рік. Станом на 2022-й рудник дійсно вже перебував на етапі ліквідації.